# Utetes punctinotorius
Utetes punctinotorius är en stekelart som först beskrevs av Fischer 1973.  Utetes punctinotorius ingår i släktet Utetes och familjen bracksteklar. Inga underarter finns listade i Catalogue of Life.